# Enderleiniella
Enderleiniella är ett släkte av tvåvingar. Enderleiniella ingår i familjen fritflugor.
Kladogram enligt Catalogue of Life:
| Enderleiniella | \| \| Enderleiniella longiventris \| \| \| \| \| \| Enderleiniella tripunctata \| \| \| \| |
|                | \| \| Enderleiniella longiventris \| \| \| \| \| \| Enderleiniella tripunctata \| \| \| \| |
|                | Enderleiniella longiventris                                                                |
|                |                                                                                            |
|                | Enderleiniella tripunctata                                                                 |
|                |                                                                                            |